# Parafia Świętych Sergiusza i Hermana z Wałaamu w Nanwalek
Parafia Świętych Sergiusza i Hermana z Wałaamu – parafia prawosławna w Nanwalek. Jedna z 9 parafii tworzących dekanat Kenai diecezji Alaski Kościoła Prawosławnego w Ameryce.
Parafia została założona przez rosyjskich misjonarzy w 1870. W tym samym roku powstała drewniana cerkiew pod wezwaniem Świętych Sergiusza i Hermana z Wałaamu. W 1930 została ona zastąpiona nową świątynią. Większość parafian to przedstawiciele rdzennej ludności Aleutów.